# 布格·波威爾
約翰·威斯里·「布格」·波威爾（英語：John Wesley "Boog" Powell，1941年8月17日—），為美國職棒大聯盟的一壘手，生涯曾效力過金鶯、印地安人與道奇等隊。他在金鶯隊拿下4次美聯冠軍和2次世界大賽冠軍，1970年拿下美聯MVP。1979年他入選金鶯隊名人堂。

## 職業生涯
1954年，他參加了世界少棒大賽。1959年，他和金鶯隊簽約。1961年，他在3A成為了全壘打王，也因此順利登上大聯盟。1963年，他敲出25轟，隔年更是將全壘打數提升到39轟。1965年他的打擊率掉到2成48，並敲出17轟。不過他在1966年繳出2成87的打擊率，並敲出34轟與109分打點的成績，成功拿下美聯東山再起獎。

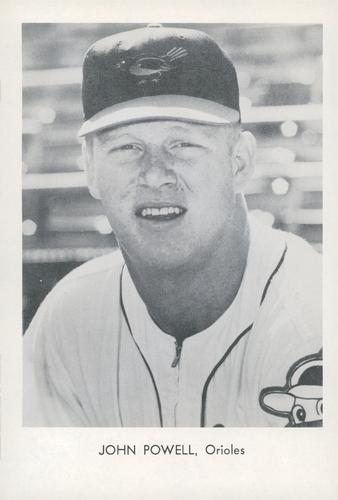
1966年的波威爾

1966年，波威爾搭配法蘭克·羅賓森和布魯克斯·羅賓森，帶隊闖進世界大賽。他們以4連勝橫掃道奇隊，拿下隊史首冠。1969年，他繳出生涯新高的3成09打擊率，並敲出37轟與121分打點，最終在MVP票選上拿下第二名。1970年，波威爾差點達到3成打擊率，但依舊敲出35轟與114分打點。金鶯隊也連兩年闖進世界大賽，並以4勝1敗拿下隊史第二冠。而波威爾不僅在世界大賽擊出兩轟，還成功拿下年度MVP。1971年，他再度帶領球隊闖進世界大賽，但他在系列賽的打擊率只有1成11，最後金鶯輸給海盜。
1973年後，金鶯隊總教練開始讓球員輪替上場，波威爾的上場次數也大幅減少。1975年2月25日，金鶯將波威爾和Don Hood交易到印地安人，換來Dave Duncan和Alvin McGrew。有了固定出賽機會，波威爾也繳出2成97的打擊率，並敲出27轟。但他在1976年大幅衰退，整季僅擊出9轟。隔年他加入道奇隊，多半以代打上陣。整季打擊率為2成44，並帶有5分打點。最後他在8月31日被球隊釋出，並宣布退休。

## 生涯打擊成績
| 出賽次數 | 打席 | 打數 | 得分 | 安打 | 二安 | 三安 | 全壘打 | 打點 | 盜壘 | 保送 | 三振 | 打擊率 | 上壘率 | 長打率 | OPS  |
| -------- | ---- | ---- | ---- | ---- | ---- | ---- | ------ | ---- | ---- | ---- | ---- | ------ | ------ | ------ | ---- |
| 2042     | 7810 | 6681 | 889  | 1776 | 270  | 11   | 339    | 1187 | 20   | 1001 | 1226 | .266   | .361   | .462   | .822 |

## 外部連結
- 球員資訊和成績在MLB，ESPN，Baseball-Reference，Fangraphs（英文）